# Sinnerup
Sinnerup er en dansk kæde af butikker der sælger brugskunst, modetøj, møbler samt mindre hvidevarer. Den har sin begyndelse i 2006, da indehaver Poul Sinnerup ønskede at adskille sine forretninger fra Bahne, med hvem der havde været samarbejde siden 1971.

## Butikker
| Region             | Antal | By                                                    |
| ------------------ | ----- | ----------------------------------------------------- |
| Region Hovedstaden | 1     | Vanløse                                               |
| Region Sjælland    | 1     | Roskilde                                              |
| Region Syddanmark  | 3     | Kolding, Odense og Vejle                              |
| Region Midtjylland | 6     | Horsens, Holstebro, Randers, Silkeborg, Viborg, Århus |
| Region Nordjylland | 1     | Aalborg                                               |

Der er desuden en butik i indkøbscentret Flensburg Galerie i Tyskland, og yderligere et stort showroom med alle deres møbler i Harrislee i Tyskland.